# Насир уд-дін Мухаммад-шах III
Насир уд-дін Мухаммад-шах III – султан Делі. Був сином султана Фіроза. Коли до влади прийшов Абу Бакр-шах, Мухаммад-шах протистояв йому та змагався за трон. Невдовзі Абу Бакр зазнав поразки й Мухаммад-шах прийшов до влади. Його правління тривало від 1390 до 1394 року.